# Sniper 3 - Ritorno in Vietnam
Sniper 3 - Ritorno in Vietnam (Sniper 3) è un film del 2004 diretto da PJ Pesce.
È il terzo film della serie Sniper.

## Trama
Il cecchino Thomas Beckett viene assunto dai funzionari della NSA, William Avery e Richard Addis per eliminare un presunto terrorista che non é altro un amico di Beckett.